# Víceměřice

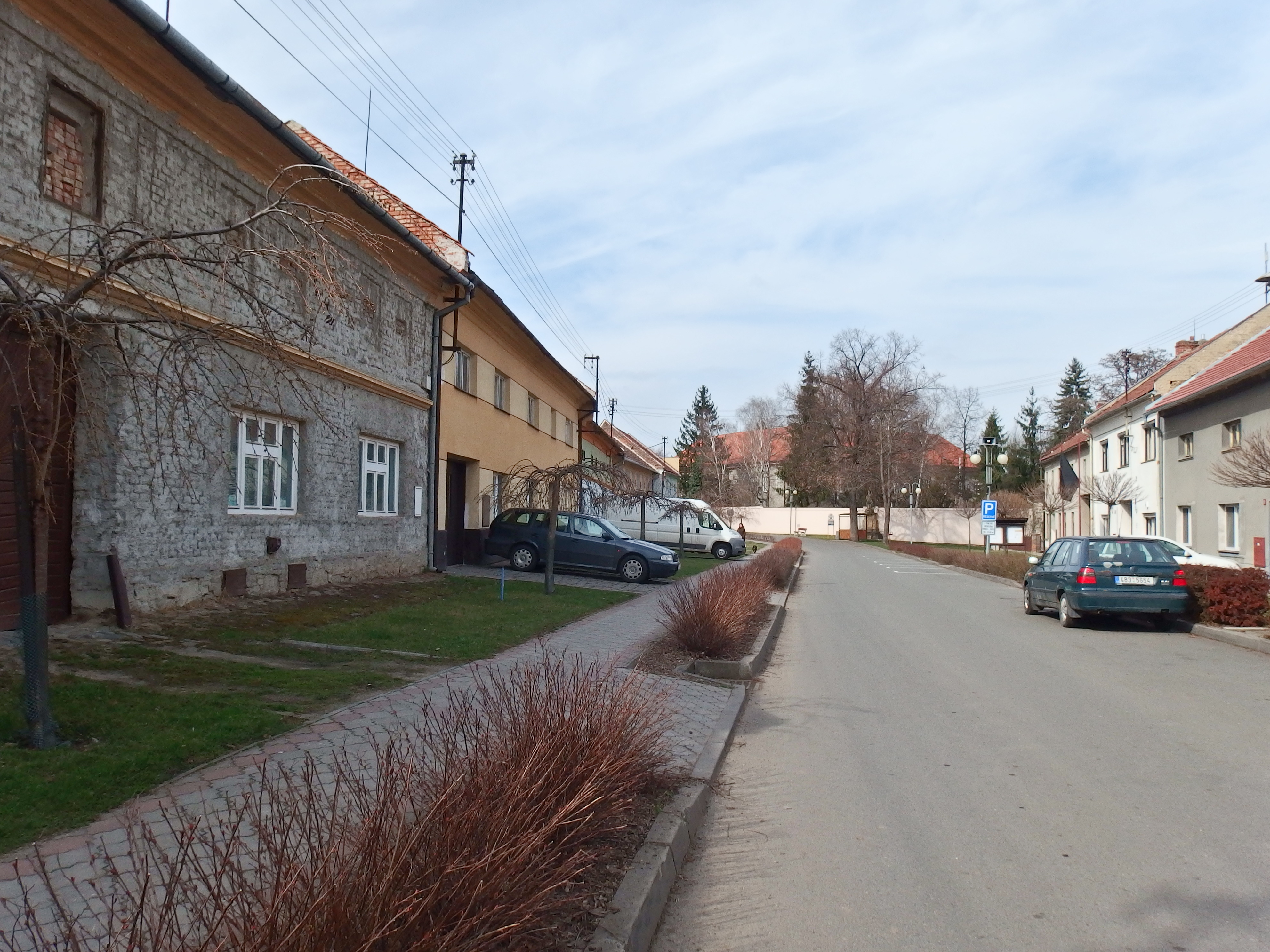
Straße zum Schloss

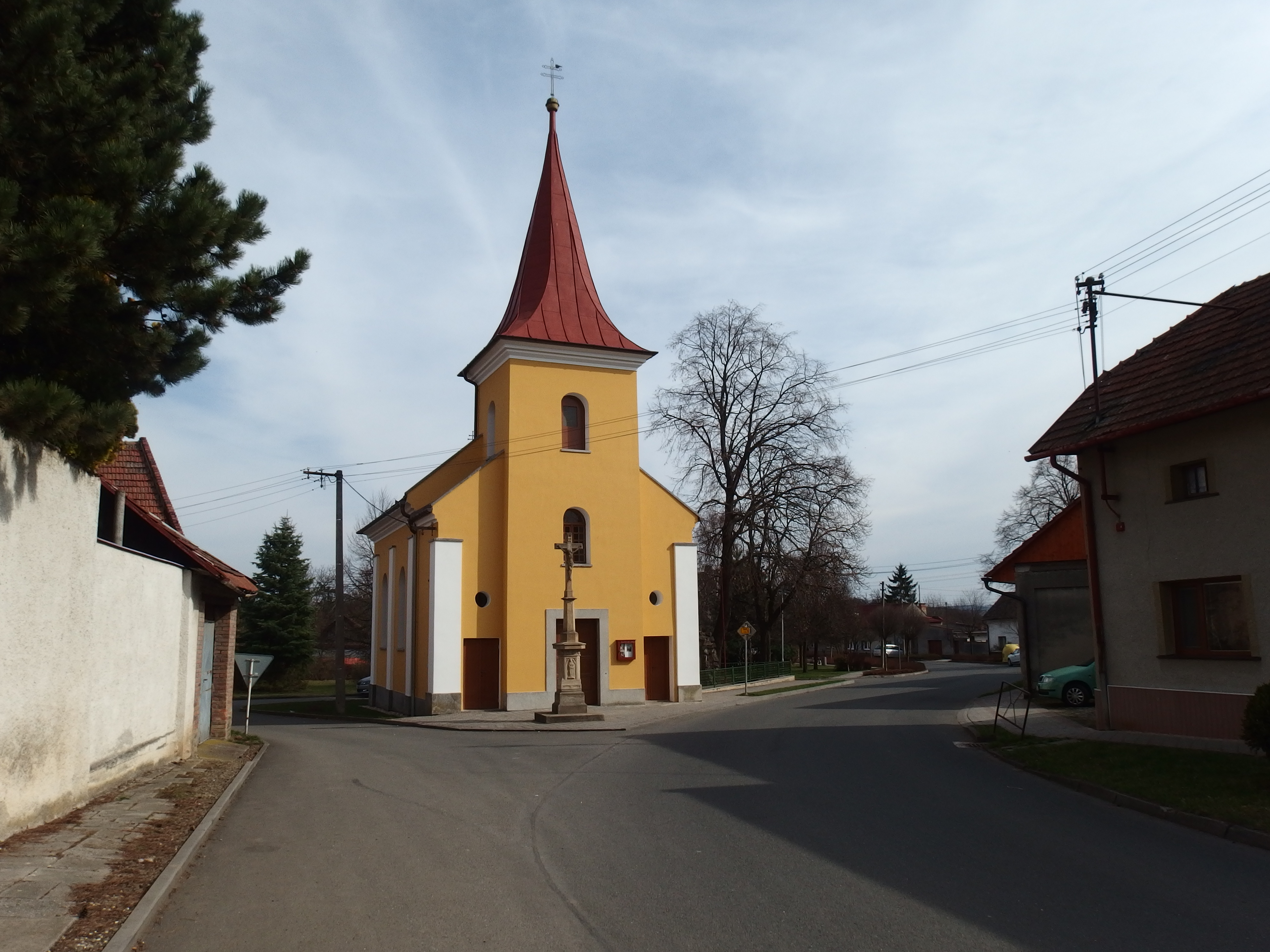
Kapelle des hl. Florian

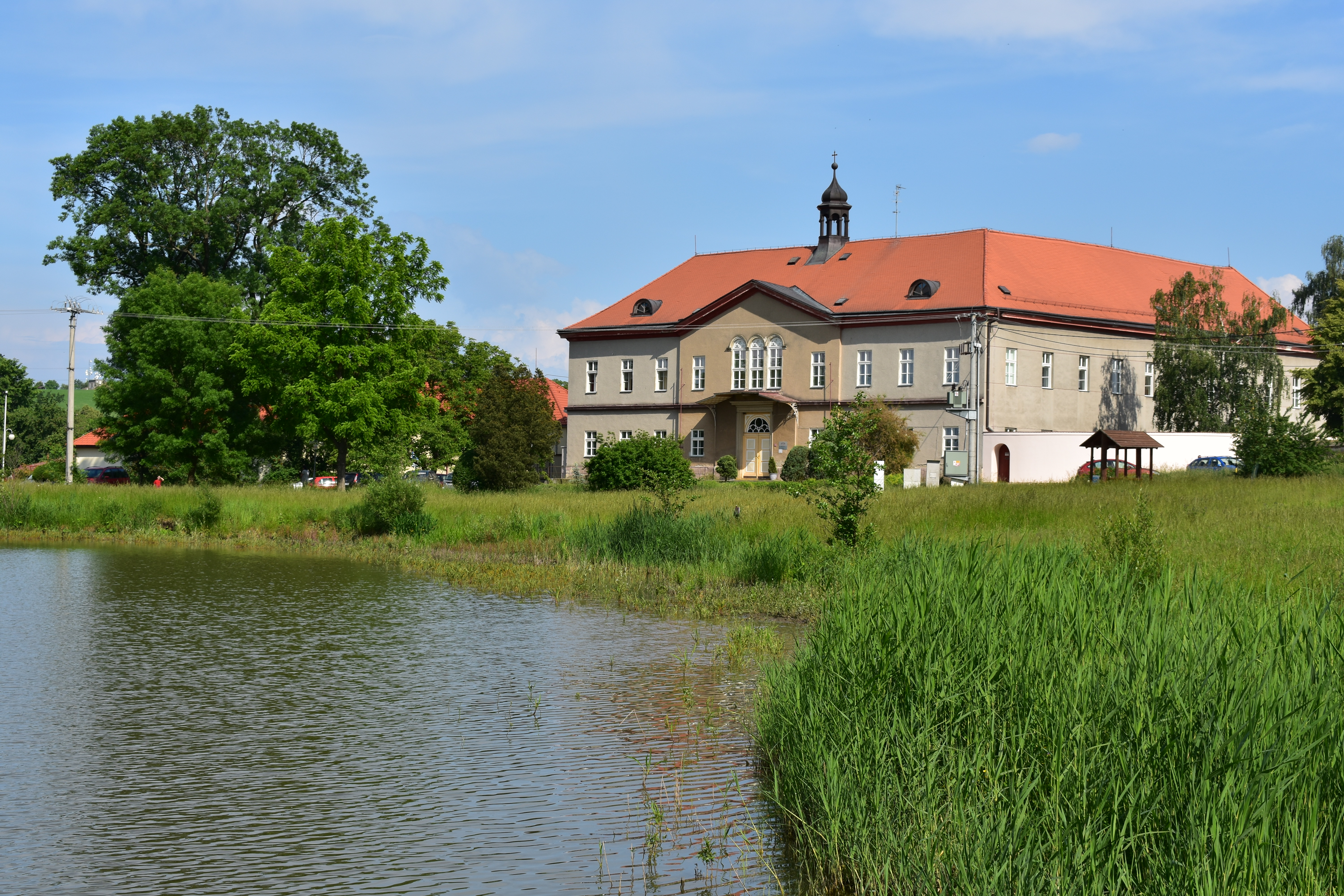
Schloss Víceměřice und Teich Alej

Víceměřice (deutsch Witzomierzitz, 1939–45 Witzmeritz) ist eine Gemeinde in Tschechien. Sie liegt zwei Kilometer westlich von Němčice nad Hanou und gehört zum Okres Prostějov.

## Geographie
Víceměřice befindet sich rechtsseitig des Flüsschens Brodečka (Prödlitzer Bach), an der Einmündung des Baches Želečský potok, in der Obermährischen Senke (Hornomoravský úval). Durch den Ort verläuft die Bahnstrecke Nezamyslice–Šternberk, am südöstlichen Ortsrand die Bahnstrecke Brno–Přerov; ein Haltepunkt besteht jedoch nicht. Nördlich des Dorfes liegt der Teich Alej. Im Norden erhebt sich die Anhöhe U červeného kříže (Rotes Kreuz, 257 m. n.m.) mit den Resten des keltischen Oppidums Němčice nad Hanou, östlich der Kozlov (254 m. n.m.).
Nachbarorte sind Poličky und Pivín im Norden, Tvorovice und Hruška im Nordosten, Němčice nad Hanou im Osten, Vrchoslavice und Mořice im Südosten, Nezamyslice und Těšice im Süden, Dřevnovice im Südwesten, Drysice und Želeč im Westen sowie Doloplazy im Nordwesten.

## Geschichte
Die erste urkundliche Erwähnung von Víceměřice erfolgte im Jahre 1317. Das Gut war im gesamten 14. Jahrhundert unter mehreren Besitzern zerteilt. Die Anteile hielten wechselseitig verschiedene Angehörige der Vladikenfamilien von Víceměřice, von Kokor, von Dřinow, von Eywan, von Dubčan und von Zwola. Im Jahre 1407 war Čenek von Víceměřice Besitzer eines Freihofes und der Feste Víceměřice; er erwarb 1415 auch die Anteile des Wenzel von Zwola und der Zdenka Šprinz von Víceměřice. Nach dem Tode von Čenek und Zdenko von Víceměřice erlosch das Geschlecht von Víceměřice im Mannesstamme und das Gut fiel an die Krone Böhmen heim. König Ladislaus Postumus schenkte das Gut 1456 erblich dem Karl von Wlassym, der das Dorf Víceměřice mit einem Hof, einem Tiergarten und einer wüsten Feste wenig später an die Brüder Benedikt und Johann von Bělkow veräußerte. Benedikt, der in der Mitte des 15. Jahrhunderts auch alleiniger Besitzer des Gutes Poličky geworden war, vereinigte dieses mit Víceměřice. Die Familie hielt den Besitz bis 1530, als Niklas Praschma von Bělkow das Gut Wicoměřic mit den Dörfern Wicoměřic und Puličky sowie einem Anteil von Dolloplaß an Niklas von Brníčko veräußerte. Dessen Töchter Katharina, Johanna und Elisabeth überschrieben das Gut 1558 an Matthias Orzechowsky von Honbic, der es 1590 an Christoph Puhončy von Puhon und Raps veräußerte. Puhončy ließ drei Jahre später Friedrich d. Ä. von Žerotín gegen 44.000 Mährische Gulden auf die Güter Wicoměřic und Mořic intabulieren. Johann Dionys von Žerotín, der das Gut Wicoměřic 1597 gekauft hatte, ließ es 1604 dem Wenzel Žalkowsky von Žalkowitz landtäflich versichern. Die Herren von Žalkowitz hielten das Gut über ein Jahrhundert; um 1680 gehörte es dem Georg Protiwec von Žalkowitz, der 1683 vom Olmützer Allerheiligen-Stift dessen Anteil am Städtchen Dieditz hinzukaufte, und ab 1696 dessen Vetter Matthias Žalkowsky von Žalkowitz, der es 1704 testamentarisch seinen Söhnen Georg Friedrich und Johann Mylota Žalkowsky überschrieb. Diese verkauften das Gut Wicoměřic mit dem neuerbauten Schloss, Meierhof, Brau-, Dörr- und Malzhaus, Mühle, Schäferei, Schankhaus, Hopfengarten und Gerberhaus dem Dorf Puličky und einem Teil von Dieditz am 1. Juli 1732 für 92.400 Rheinische Gulden an Herzogin Marie Elisabeth von Schleswig-Holstein-Sonderburg-Wiesenburg, die das Gut mit der Herrschaft Kojetein vereinigte und das Schloss zum Sitz des Oberamtes für die Herrschaft Kojetein machte. 1744 vererbte sie die Herrschaft Kojetein mit Wicoměřic ihrer Tochter Maria Theresia zu Oettingen-Spielberg, der wenig später deren Tochter Leopoldine von Kaunitz-Rietberg und 1795 die Enkelin Eleonore von Metternich folgten. Der Oberamtssitz wurde nach 1794 in den Meierhof Kojetein verlegt.
Im Jahre 1835 umfasste das im Olmützer Kreis gelegene Gut Witzomieřitz die Dörfer Witzomieřitz und Politschek, 45 Häuser von Dieditz und 23 Häuser Pasděrna. Das Dorf Witzomieřitz bzw. Wýcoměřice bestand aus 61 Häusern mit 380 mährischsprachigen Einwohnern. Erwerbsquelle bildete die Landwirtschaft. Unter herrschaftlichem Patronat standen die Schule und die St.-Floriani-Kapelle. Außerdem gab es im Ort ein herrschaftliches Schloss, einen Meierhof, ein Gasthaus und eine zweigängige untertänige Mühle am Prödlitzer Bach. Pfarrort war Nezamislitz, der Amtsort Kojetein. Am 1. Dezember 1835 erbte Leontine Sándor de Szlavnicza, geborene Fürstin von Metternich, die Allodialherrschaft Kojetein mit dem Gut Witzomieřitz. Bis zur Mitte des 19. Jahrhunderts blieb Witzomieřitz dem gleichnamigen Gut untertänig.
Nach der Aufhebung der Patrimonialherrschaften bildete Vicoměřice / Witzomierzitz ab 1850 eine Gemeinde im Gerichtsbezirk Kojetein. Im Jahre 1861 erbte Pauline von Metternich die Grundherrschaft. Ab 1869 gehörte Vicoměřice zum Bezirk Kremsier; zu dieser Zeit hatte das Dorf 422 Einwohner und bestand aus 73 Häusern. Im Jahre 1868 erfolgte der Bau der Mährisch-Schlesischen Nordbahn; 1869 und 1871 wurden die Strecken in Betrieb genommen. Die Züge rollten jedoch ohne Halt an Vicoměřice vorbei. 1876 wurde die Gemeinde in den Bezirk Prerau umgegliedert. Im Jahre 1879 erfolgte auf Vicoměřicer Flur der Bau des Anschlussgleises zur Zuckerfabrik Doloplazy. Im Jahre 1900 lebten in Vicoměřice 476 Personen; 1910 waren es 454. Nach dem Ersten Weltkrieg zerfiel der Vielvölkerstaat Österreich-Ungarn, die Gemeinde wurde 1918 Teil der neu gebildeten Tschechoslowakischen Republik. Nach dem Tode von Pauline von Metternich erbte 1921 deren Tochter Sophie zu Oettingen-Spielberg den Großgrundbesitz. Auf Vorschlag des Bodenamtes wurde das Gut Vicoměřice daraufhin im Oktober 1921 beschlagnahmt. Beim Zensus von 1921 lebten in den 83 Häusern von Vicoměřice 504 Personen; darunter 501 Tschechen. Im Jahre 1924 wurde der Gemeindename in Víceměřice geändert. Am 12. Juli 1924 erwarben die Dominikanerinnen aus Řepčín das Schloss. 1930 bestand Víceměřice aus 115 Häusern und hatte 586 Einwohner. Von 1939 bis 1945 gehörte Víceměřice / Witzmeritz zum Protektorat Böhmen und Mähren. 1948 wurde das Dorf dem neu gebildeten Okres Kojetín zugeordnet. Im Jahre 1950 hatte Víceměřice 735 Einwohner. Im Zuge der Gebietsreform von 1960 und der Aufhebung des Okres Kojetín kam die Gemeinde zum Okres Prostějov. Beim Zensus von 2001 lebten in den 132 Häusern von Víceměřice 536 Personen.

## Sehenswürdigkeiten
- Schloss Víceměřice; es entstand im 16. Jahrhundert anstelle einer Wasserfeste. Um 1730 erfolgte ein barocker Umbau. Leontine Sándor de Szlavnicza ließ das Schloss 1840 im Empirestile umgestalten. 1924 erwarben die Řepčíner Dominikanerinnen das Schloss und eröffneten darin eine Anstalt für Schwachsinnige; in den 1930er Jahren kam noch eine Hilfsschule hinzu, die bis 1959 bestand. Im Jahre 2005 übernahm die Gemeinde die Einrichtung und erweiterte sie um ein Altenheim.[4]
- Kapelle des hl. Florian. Sie ist seit 1713 nachweislich. Zwischen 1866 und 1888 erfolgte ein Umbau.[5]
- Statue des hl. Johannes Sarkander, an der Schlossmauer
- Marterl, hinter dem Dorf am Weg zum Kozlov
- Denkmal für die Opfer beider Weltkriege, bei der Kapelle
- Gedenkstein der Bodenreform
- Aussichtsplattform auf dem Kozlov

## Söhne und Töchter der Gemeinde
- Helena Fibingerová (* 1949), ehemalige Kugelstoßerin